# Pippa Molenaar
Pippa Molenaar (* 31. Mai 2005) ist eine niederländische Volleyballspielerin.

## Karriere
Molenaar spielte von 2020 bis 2022 in ihrer Heimat beim VC Zwolle. Von 2022 bis 2024 war sie bei VV Apollo 8 aktiv und gewann hier 2024 den niederländischen Pokal. Die Libera spielte auch in der niederländischen Jugend- und Juniorinnen-Nationalmannschaft und ab 2024 auch in der A-Nationalmannschaft. 2024 wurde Molenaar vom deutschen Bundesligisten USC Münster verpflichtet.